# Еміль Баро
Еміль Баро, також Баро-Баку (фр. Émile Barau, Barau-Bacou; 11 березня 1851, Реймс — 19 листопада 1930, Неї-сюр-Сен) — французький художник-пейзажист.

## Біографія
Еміль Баро народився в Реймсі 11-го (за іншими даними — 12-го) березня 1851 року. Його батько, Гаспар Баро, був заможним торговцем пробками, і Еміль продовжував справу батька аж до його смерті в 1872 році. Потім він вирішив здобути художню освіту і в 1874 році почав навчання в паризькій Вищій школі образотворчих мистецтв, де його викладачами були Жан-Леон Жером і Ойген Єттель. Після закінчення навчання Баро деякий час працював в Голландії і в Данії; потім в Бретані, Нормандії і Турені. Однак найближчі йому були пейзажі Шампані, які становлять три чверті його творчості.
З 1887 по 1889 рік Баро виставлявся в Паризькому салоні; в 1889 році отримує золоту медаль на Всесвітній виставці в Парижі. З 1890 року — член Національної спілки образотворчих мистецтв, який заснував Салон Марсового поля, де Баро виставлявся аж до своєї смерті. У 1895 році був нагороджений Орденом Почесного легіону. Брав участь у всіх виставках, що проводилися Реймським товариством поціновувачів мистецтва.
Еміль Баро помер 19 листопада 1930 року в Неї-сюр-Сені. Згідно з волею самого художника, він був похований в сімейному склепі на Північному кладовищі Реймса.

## Творчість
Еміль Баро відомий передусім завдяки своїм пейзажам, в яких зображав особливості Реймса. Ріхард Мутер у своїй «Історії живописів у XIX столітті» назвав манеру Баро «грубою», а його картини — «симфоніями в сірому тоні». Він пише, що художник
…любить селянську природу і дуже оригінально зображає живописні закутки тихих сіл; його приваблює не яскрава краса, а блідість помираючої природи.
Близько 15 робіт Еміля Баро знаходяться в Реймському музеї образотворчих мистецтв. Частину з них пожертвував музею Анрі Ваньє, директор виноробного будинку Pommery і друг Баро, який придбав у нього 12 полотен.

## Пам'ять
До 1968 року в Реймсі існувала вулиця, названа на честь Еміля Баро (згодом вона була знищена під час створення авеню Поля Маршандо).

## Галерея

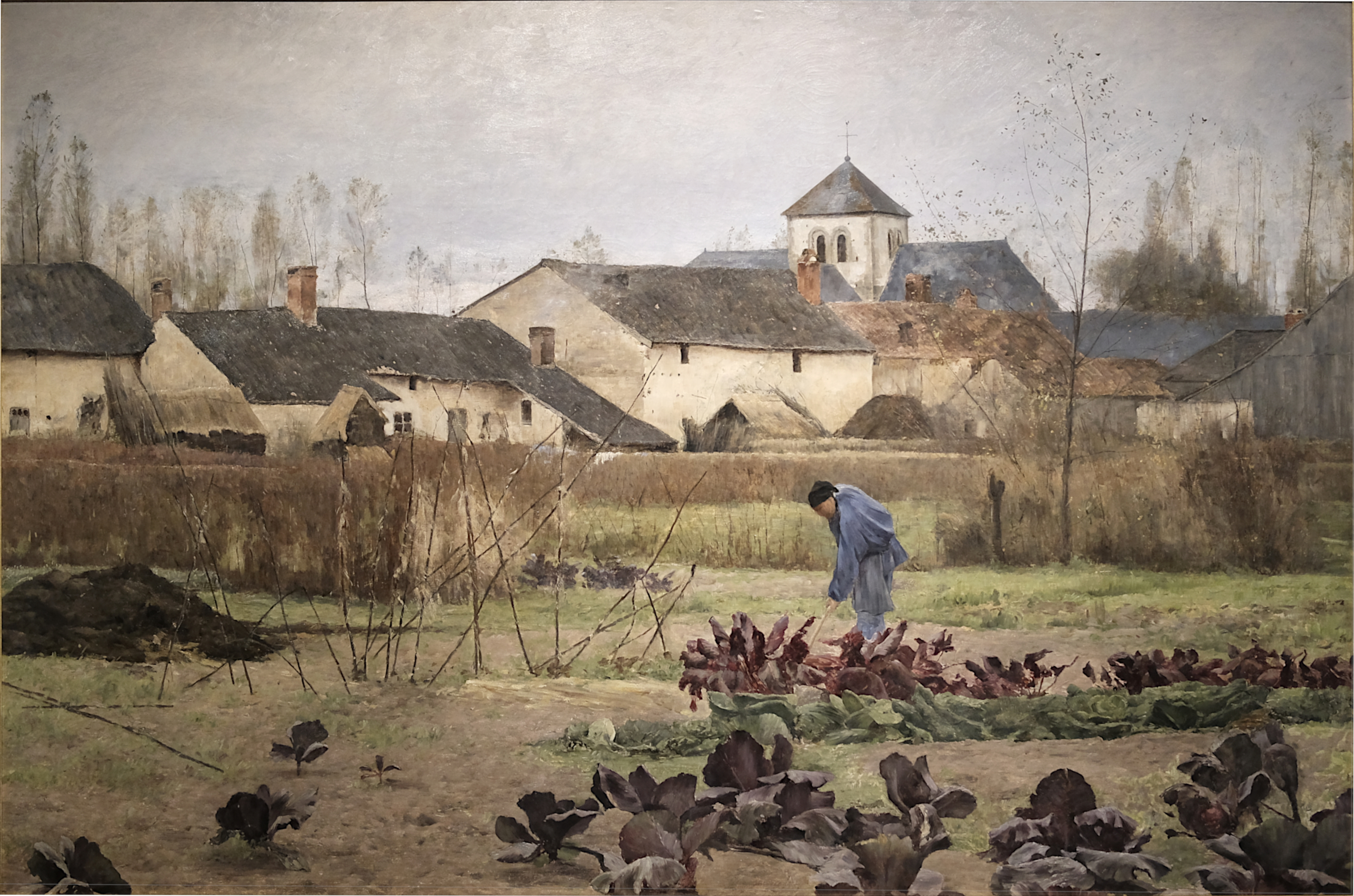
Роботи в осінньому саду (1885)
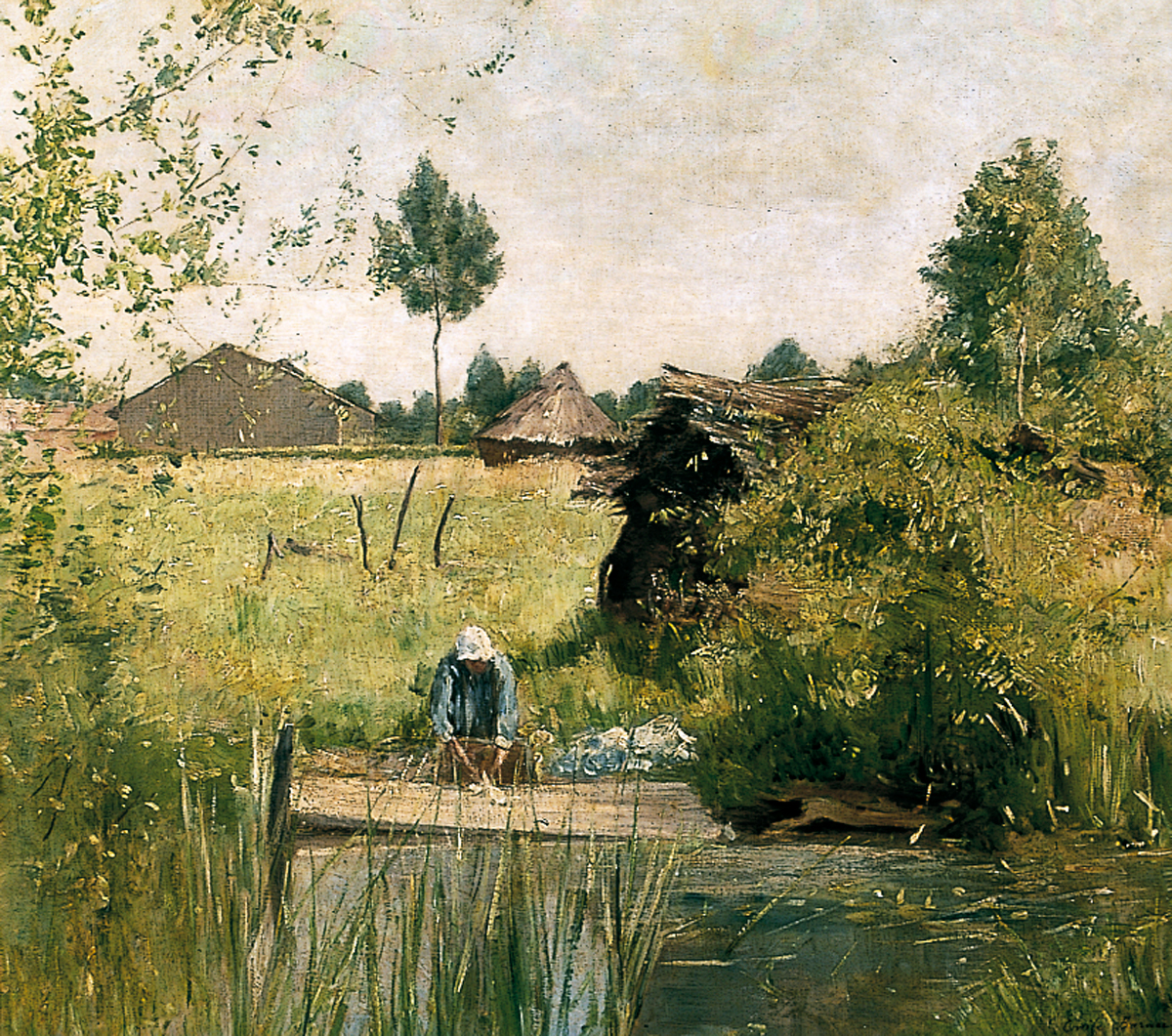
Пейзаж з жінкою, яка старіє
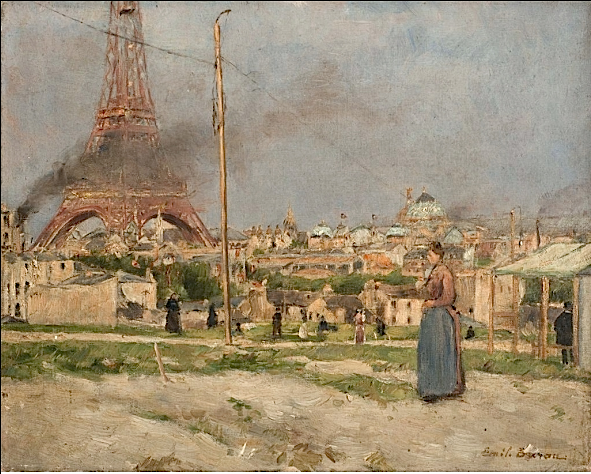
Ейфелева вежа і павільйони Всесвітньої виставки 1889 року (1889)
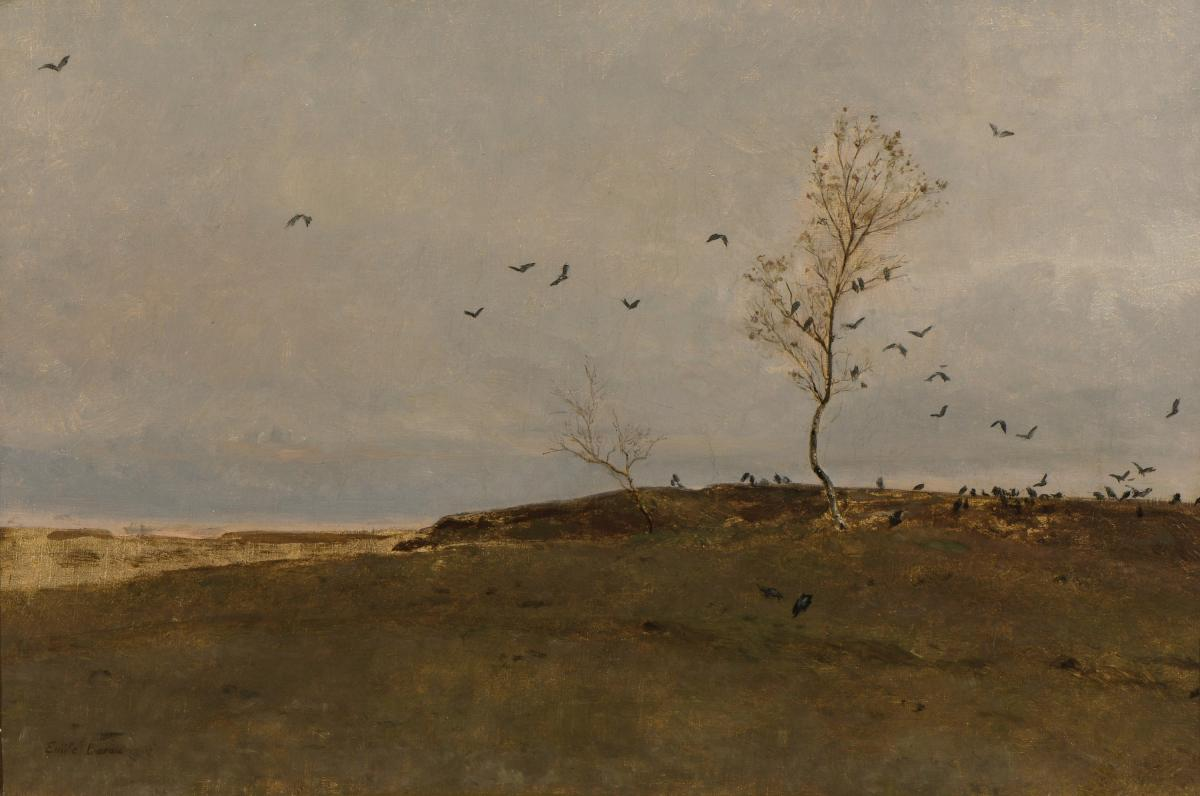
Ворони в Данії (бл. 1890)